# Рио Гранде (Охајо)
Рио Гранде (енгл. Rio Grande) град је у америчкој савезној држави Охајо.

## Демографија
По попису из 2010. године број становника је 830, што је 85 (-9,3%) становника мање него 2000. године.
| Група             | 2000.       | 2010.       |
| Белци             | 825 (90,2%) | 717 (86,4%) |
| Афроамериканци    | 37 (4,0%)   | 73 (8,8%)   |
| Азијати           | 19 (2,1%)   | 5 (0,6%)    |
| Хиспаноамериканци | 8 (0,9%)    | 11 (1,3%)   |
| Укупно            | 915         | 830         |